# Die Ruhrpottwache

Logo Die Ruhrpottwache - Vermisstenfahnder im Einsatz

Die Ruhrpottwache ist eine deutsche Fernsehserie und Ableger von Auf Streife. Seit 2020 wurden neue Folgen unter dem Namen Die Ruhrpottwache – Vermisstenfahnder im Einsatz gedreht.

## Inhalt
Die Folgen handeln stets von den Ermittlern der Hauptwache Duisburg Nord beim Aufklären verschiedener Kriminalfälle. In den Folgen werden teilweise Verfolgungsjagden, Explosionen, Helikoptereinsätze oder Sucheinsätze nach Beweisstücken dargestellt. Laut den Produzenten der Sendung orientieren sich die Kriminalfälle an realen Begebenheiten.

## Das Team
| Name               | Dienstgrad               |
| ------------------ | ------------------------ |
| Sandra Fromme      | Kriminalhauptkommissarin |
| Bora Aksu          | Kriminaloberkommissar    |
| Michael Smolik     | Polizeioberkommissar     |
| Can Yildis         | Polizeioberkommissar     |
| Hannah Heldt       | Polizeioberkommissarin   |
| Vincent Berger     | Kriminaloberkommissar    |
| Kai-Uwe Kadagies   | Kriminalkommissar        |
| Florian Busse      | Polizeikommissar         |
| Katja Wolf         | Polizeikommissarin       |
| Klaus Schäfer      | Kriminalhauptkommissar   |
| Norbert Meinert    | Kriminalhauptkommissar   |
| Manuel Wenner      | Kriminaloberkommissar    |
| Linus Haje         | Kriminaloberkommissar    |
| Paul Schwarz       | Polizeihauptkommissar    |
| Marie Albrecht     | Polizeikommissarin       |
| Antonio Gonzales   | Polizeioberkommissar     |
| Nicole Riedel      | Polizeioberkommissarin   |
| Frank Steffens     | Kriminalhauptkommissar   |
| Jan Tönnissen      | Polizeioberkommissar     |
| Dirk Ahrens        | Kriminaloberkommissar    |
| Lucy Braun         | Polizeioberkommissarin   |
| Sarah Freitag      | Polizeioberkommissarin   |
| Stephan Novel      | Polizeikommissar         |
| Max Hagen          | Kriminalkommissar        |
| Thomas Czech       | Polizeioberkommissar     |
| Hans Fröndenberger | Kriminalhauptkommissar   |
| Jan-Ove Mertens    | Kriminalhauptkommissar   |
| Christian Mandt    | Polizeikommissar         |
| Johannes Schäffler | Polizeioberkommissar     |
| Holger Hansen      | Kriminalhauptkommissar   |
| Lucas Becker       | Polizeioberkommissar     |
| Lara Grünberg      | Kriminaloberkommissarin  |
| Fabian Köster      | Polizeikommissar         |
| Frederik Richter   | Polizeioberkommissar     |
| Katharina Clemens  | Kriminaloberkommissarin  |
| Boris Peters       | Kriminaloberkommissar    |
| Markus Fricke      | Polizeikommissar         |
| Tom Jankowski      | Kriminalkommissar        |
| Sören Naujock      | Kriminalkommissar        |

## Ausstrahlung
Am 24. Oktober 2016 wurde die Serie vom Sender Sat.1 ins Programm aufgenommen. Sie lief, abgesehen von einer kurzen zwischenzeitlichen Auszeit, täglich montags bis freitags um jeweils 19:00 Uhr. Im Juli 2018 änderte Sat.1 sein Programm am Vorabend; seitdem wird Die Ruhrpottwache nicht mehr ausgestrahlt.

## Spin-Off
Am 22. Mai 2018 startete auf Sat.1 der Ableger „Dringend Tatverdächtig – Duisburg Crime Stories“, auf dem Original Sendeplatz um 19:00 Uhr. Die erste Staffel umfasste 14 Folgen, die mit Start am 22. Mai bis 8. Juni 2018, von Montag bis Freitag ausgestrahlt wurde. Ein weiterer Ableger entstand im 2020 unter dem Namen Die Ruhrpottwache 1: Vermisstenfahnder im Einsatz, welche am 10. August 2020 auf dem 17:30 Sendeplatz in seine erste Staffel startete. Ab dem 17. Mai 2021 wird ein weiteres Spin Off mit dem Namen Die Ruhrpottwache – Personenschützer Spezial – Michael Smolik ausgestrahlt.